# Эдсон Абобран
Эдсон Боаро (порт.-браз. Édson Boaro; род. 3 июля 1959, Сан-Жозе-ду-Риу-Парду, штат Сан-Паулу), более известный как Эдсон Абобра́н (порт. Édson Abobrão) — бразильский футболист и футбольный тренер. Играл на позиции защитника.

## Клубная карьера
Эдсон выступал за различные бразильские клубы, начинал же он в молодёжной команде клуба «Понте-Прета». Наибольшего успеха он достиг, перейдя в «Коринтианс» в 1984 году, за которой он провёл в различных соревнованиях 226 матчей и забив 8 голов.

## Международная карьера
Эдсон попал в состав сборной Бразилии на Чемпионате мира 1986 года. Однако из 5-х матчей Бразилии на турнире Эдсон смог появиться на поле лишь в двух: первой игре против сборной Испании и во второй — с Алжиром, в которой он на 10-й минуте из-за травмы был заменён на полузащитника Фалькао.

## Достижения

### Клубные
Коринтианс
- Чемпион штата Сан-Паулу (1): 1988

Пайсанду
- Чемпион штата Пара (1): 1992

### Со сборной Бразилии
- Победитель Панамериканских игр (1): 1979